# Lamarckiana punctosa
Lamarckiana punctosa är en insektsart som först beskrevs av Walker, F. 1870.  Lamarckiana punctosa ingår i släktet Lamarckiana och familjen Pamphagidae. Inga underarter finns listade i Catalogue of Life.